# Blenstrup Kirke
Blenstrup Kirke ligger i landsbyen Blenstrup, ca. 17 km S for Aalborg (Region Nordjylland). Indtil Kommunalreformen i 2007 lå den i Nordjyllands Amt og til Kommunalreformen i 1970 i Hellum Herred (Aalborg Amt).
Kor og skib er opført i romansk tid af granitkvadre over skråkantsokkel. Begge døre er bevaret, den retkantede norddør er stadig i brug, over den tilmurede syddør ses et svagt forsænket tympanonfelt, der strækker sig over to kvadre. Tårn og våbenhus er opført i sengotisk tid. Tårnets overdel blev stærkt skalmuret i 1788. Våbenhuset har to krydshvælv. Dørfløjen mellem våbenhus og skib har jernbeslag fra 1592 og våben for Corfits Tønnesen Viffert og Anne Gyldenstjerne, hvis figurgravsten med anevåben er ophængt i våbenhuset.
Kor og skib fik indbygget krydshvælv i sengotisk tid. Det hvælvede tårnrum åbner sig mod skibet ved en spidsbue. Alterbordet har et renæssancepanel på forsiden. På alterbordet står et sengotisk korbuekrucifiks. Prædikestolen er fra 1700-tallet. I tårnrummet ses to tidligere altertavlemalerier, det ene er formodentlig en kopi efter A. Dorph, det andet er udført af Anker Lund o.1900. I tårnrummet ses desuden flere kisteplader.
Den romanske granitfont har fire fremspringende mandshoveder på kummen, på foden kors, nøgle og andre symboler som på fonten i Borris Kirke.

## Eksterne kilder og henvisninger
- Wikimedia Commons har flere filer relateret til Blenstrup Kirke
- Blenstrup Kirke på gravstenogepitafier.dk
- Blenstrup Kirke Arkiveret 31. januar 2011 hos  Wayback Machine på nordenskirker.dk
- Blenstrup Kirke på KortTilKirken.dk